# Norman Angell
Ralph Norman Angell (geboren als Ralph Norman Angell Lane, Holbeach, 26 december 1872 – Croydon, 7 oktober 1967) was een Brits journalist, politiek schrijver, lezingengever en parlementslid voor de Labour Party.
Angell was een van de oprichters van de Union of Democratic Control. Hij diende in de raad van het Chatham House. Hij was een afgevaardigde voor het Wereldcomité tegen Oorlog en Fascisme en de Britse League of Nations Union. In 1933 won hij de Nobelprijs voor de Vrede.

## Biografie
Angell was een van de zes kinderen van Thomas Angell Lane en Mary (Brittain) Lane. Hij ging naar het Lycée de St. Omer en de Universiteit van Genève. Op zijn 17e verhuisde hij naar de Verenigde Staten, alwaar hij zeven jaar in Californië werkte. Hij koos er uiteindelijk voor om journalist te worden.
In 1898 keerde hij even kort terug naar Engeland en vertrok daarna naar Parijs. Daar was hij van 1905 tot 1912 de Parijse redacteur van de Daily Mail. In 1920 keerde hij terug naar Engeland en werd lid van de Labour Party. Van 1929 tot 1931 was hij namens deze partij parlementslid.
Angell wordt vandaag de dag vooral herinnerd vanwege zijn pamflet Europe's Optical Illusion, dat hij in 1909 uitbracht. Dit pamflet werd in de jaren erop ook uitgebracht als het boek The Great Illusion. In dit pamflet beweerde Angell dat de integratie tussen de verschillende Europese economieën dusdanig was gegroeid, dat oorlog tussen deze landen nutteloos zou zijn en er dus geen behoefte was aan militarisme.
In 1931 werd Angell geridderd en mocht hij zich Sir laten noemen.

## Werken
- Patriotism under Three Flags: A Plea for Rationalism in Politics (1903)
- Europe's Optical Illusion (1909, 126-page pamphlet, given "fuller and more detailed treatment" in The Great Illusion)
- The Great Illusion: A Study of the Relation of Military Power to National Advantage (335 pages in 1910, followed by numerous "revised and enlarged" editions)
- America and the New World State (in U.S., 1912)
- The Foundations of International Policy (1912)
- War and the Workers (1913)
- Peace Treaties and the Balkan War (1913)
- Prussianism and its Destruction (1914)
- America and the New World-State. A Plea for American Leadership in International Organization (1915)
- Problems of the War and Peace: A Handbook for Students (1915)
- The World's Highway (1916)
- The Dangers of Half Preparedness (1916, in U.S.)
- War Aims: The Need for a Parliament of the Allies (1917)
- Why Freedom Matters (1917)
- The Political Conditions of Allied Success: A Protective Union of the Democracies (1918, in U.S.)
- The Treaties and the Economic Chaos (1919)
- The British Revolution and the American Democracy (1919)
- The Fruits of Victory (1921)
- The Press and the Organization of Society (1922)
- If Britain is to Live (1923)
- Foreign Policy and Human Nature (1925)
- Must Britain Travel the Moscow Road? (1926)
- The Public Mind: Its Disorders: Its Exploitation (1927)
- The Money Game: Card Games Illustrating Currency (1928)
- The Story of Money (1929)
- Can Governments Cure Unemployment? (1931, with Harold Wright)
- From Chaos to Control (1932)
- The Unseen Assassins (1932)
- The Great Illusion--1933 (1933)
- The Menace to Our National Defence (1934)
- Preface to Peace: A Guide for the Plain Man (1935)
- The Mystery of Money: An Explanation for Beginners (1936)
- This Have and Have Not Business: Political Fantasy and Economic Fact (1936)
- Raw Materials, Population Pressure and War (1936, in U.S.)
- The Defence of the Empire (1937)
- Peace with the Dictators? (1938)
- Must it be War? (1938)
- The Great Illusion--Now (1939)
- For What do We Fight? (1939)
- You and the Refugee (1939)
- America's Dilemma (1941, in U.S.)
- Let the People Know (1943, in U.S.)
- The Steep Places (1947)
- After All: The Autobiography of Norman Angell (Londen: Hamish Hamilton, 1951; rpt. New York: Farrar, Straus and Young, 1952).